# Masasina
Masasina (arab. مصاصنة) – wieś w Syrii, w muhafazie Hama. W 2004 roku liczyła 392 mieszkańców.